# SummerSlam 2020
SummerSlam 2020 è stata la trentatreesima edizione dell'omonimo evento in pay-per-view prodotto annualmente dalla WWE. L'evento si è svolto il 23 agosto 2020 all'Amway Center di Orlando (Florida).
La location inizialmente prevista era il TD Garden di Boston (Massachusetts), ma a causa della pandemia di COVID-19 e delle misure necessarie per farvi fronte l'evento si è svolto con la sola presenza del personale autorizzato. È stato inoltre il primo pay-per-view a svolgersi nel WWE ThunderDome, dove, tramite una serie di pannelli a LED intorno all'arena, i fan da tutto il mondo hanno potuto assistere in diretta all'evento tramite collegamento remoto.

## Storyline
Nella puntata di Raw del 27 luglio Andrade e Angel Garza hanno vinto un Triple Threat Tag Team match che comprendeva anche Cedric Alexander e Ricochet e i Viking Raiders (Erik e Ivar), diventando i contendenti n°1 al Raw Tag Team Championship degli Street Profits (Angelo Dawkins e Montez Ford) a SummerSlam.
Nella puntata di Raw del 27 luglio Randy Orton ha sfidato il WWE Champion Drew McIntyre per SummerSlam con in palio il WWE Championship e McIntyre ha accettato.
Il 19 luglio, a The Horror Show at Extreme Rules, Apollo Crews avrebbe dovuto difendere il suo United States Championship contro MVP ma il match non è mai iniziato dopo che Bobby Lashley, assistito di MVP, ha attaccato Crews, e lo stesso MVP si è auto proclamato nuovo campione degli Stati Uniti, presentando di conseguenza una nuova cintura. Nella puntata di Raw del 3 agosto Apollo ha difeso con successo il titolo contro MVP, ottenendo di conseguenza la nuova cintura degli Stati Uniti. Un match ulteriore tra Crews e MVP per lo United States Championship è stato annunciato per SummerSlam. Nella puntata di Raw del 17 agosto ha sconfitto Shelton Benjamin, e di conseguenza si questi che Bobby Lashley saranno banditi da bordo ring.
A The Horror Show at Extreme Rules, Seth Rollins ha sconfitto Rey Mysterio in un brutale Eye for an Eye match, facendo perdere a Mysterio l'occhio destro. In difesa del padre, Dominik Mysterio ha brutalmente attaccato Rollins e il suo discepolo Murphy nelle puntate di Raw del 27 luglio e 3 agosto, e successivamente ha annunciato di voler sfidare lo stesso Rollins a SummerSlam, con il "Monday Night Messiah" che ha accettato; si tratterà del debutto ufficiale di Dominik sul ring della WWE e in pay-per-view, come accadde a suo padre a SummerSlam del 25 agosto 2002 (quando appunto Rey debuttò in pay-per-view per la prima volta). Successivamente, è stato reso noto che l'incontro tra Dominik e Rollins sarà uno Street Fight.
Nella puntata di SmackDown del 7 agosto Stephanie McMahon, tramite un video, ha annunciato una Triple-Brand Battle Royal tra atlete di Raw, SmackDown e NXT per determinare la contendente n°1 allo SmackDown Women's Championship di Bayley per SummerSlam. Stephanie, inoltre, ha anche annunciato che, qualora Asuka avesse sconfitto Bayley nella puntata di Raw del 10 agosto, allora la giapponese avrebbe affrontato Sasha Banks per il Raw Women's Championship a SummerSlam, cosa che di fatto è avvenuta. Nella puntata di SmackDown del 14 agosto, durante la Battle Royal precedentemente annunciata, Asuka è apparsa a sorpresa vincendola, eliminando per ultima Shayna Baszler e ottenendo incredibilmente un'opportunità titolata anche allo SmackDown Women's Championship di Bayley.
Il 10 maggio, a Money in the Bank, Braun Strowman ha difeso con successo l'Universal Championship contro Bray Wyatt, nonostante questi avesse cercato di confonderlo e indurlo a riunirsi a lui nella Wyatt Family. Dopo aver difeso con successo il titolo in 2-on-1 Handicap match contro John Morrison e The Miz a Backlash, nella successiva puntata di SmackDown Strowman ha avuto nuovamente un confronto con Bray Wyatt, dove questi è apparso nelle sue vesti di leader della Wyatt Family. Successivamente, è stato annunciato che Strowman e Wyatt si sarebbero affrontati ad Extreme Rules in uno Wyatt Swamp Fight non valevole per l'Universal Championship, dove Strowman è stato sconfitto dopo l'apparizione di "The Fiend". Dopo qualche settimana in cui Strowman è scomparso e Bray Wyatt ha prima rapito Alexa Bliss e poi lanciato criptici messaggi durante la Firefly Fun House, un match fra Strowman e "The Fiend" Bray Wyatt è stato annunciato per SummerSlam. Successivamente, l'incontro è stato modificato in un Falls Count Anywhere match, sempre valevole per l'Universal Championship.
Durante marzo, Mandy Rose ha iniziato una relazione con Otis, venendo però contesa con Dolph Ziggler; in tutto ciò, si è scoperto che l'amica del cuore di Mandy, Sonya Deville, l'aveva tradita per fare in modo che lei non si frequentasse con Otis, alleandosi di fatto con Ziggler. Successivamente, dopo che Otis ha vinto la sua faida con Ziggler, la Deville ha infastidito non poco la Rose, arrivando anche a sconfiggerla in più occasioni, spesso supportata da Ziggler. Dopo esser stata attaccata da Sonya dopo il Miz TV e aver perso i capelli per opera sua, nella puntata di SmackDown del 14 agosto, tramite un video pre-registrato, Mandy ha sfidato Sonya ad un Hair vs. Hair match per SummerSlam. Successivamente, l'incontro è stato modificato in un No Disqualification Loser Gets Fired match in cui la perdente dovrà lasciare la WWE.

## Risultati
| #       | Incontri                                                                         | Stipulazioni                                                 | Durata |
| ------- | -------------------------------------------------------------------------------- | ------------------------------------------------------------ | ------ |
| Kickoff | Apollo Crews (c) ha sconfitto MVP                                                | Single match per il WWE United States Championship           | 6:40   |
| 1       | Bayley (c) (con Sasha Banks) ha sconfitto Asuka                                  | Single match per il WWE SmackDown Women's Championship       | 11:35  |
| 2       | Gli Street Profits (c) hanno sconfitto Andrade e Angel Garza (con Zelina Vega)   | Tag team match per il WWE Raw Tag Team Championship          | 7:50   |
| 3       | Mandy Rose ha sconfitto Sonya Deville                                            | No-disqualification loser gets fired match                   | 10:05  |
| 4       | Seth Rollins (con Buddy Murphy) ha sconfitto Dominik Mysterio (con Rey Mysterio) | Street fight match                                           | 22:35  |
| 5       | Asuka ha sconfitto Sasha Banks (c) (con Bayley) per sottomissione                | Single match per il WWE Raw Women's Championship             | 11:25  |
| 6       | Drew McIntyre (c) ha sconfitto Randy Orton                                       | Single match per il WWE Championship                         | 20:35  |
| 7       | "The Fiend" Bray Wyatt ha sconfitto Braun Strowman (c)                           | Falls count anywhere match per il WWE Universal Championship | 12:00  |